# Here and Now (televisieserie)
Here and Now is een Amerikaanse dramaserie, ontwikkeld door Alan Ball. De serie bestaat uit 10 afleveringen en ging op 11 februari 2018 in première op HBO. De hoofdrollen worden gespeeld door Holly Hunter en Tim Robbins en richt zich op een hedendaagse multiraciale familie in de regio van Portland. Het plot van Here and Now omvat veel problemen, waaronder ras, identiteit en psychische aandoeningen.
Op 25 april 2018 annuleerde HBO de serie na één seizoen.

## Verhaal
De serie richt zich op de familie Bayer-Boatwrights van filosofieprofessor Greg, zijn vrouw Audrey en hun twee geadopteerde zonen uit Vietnam en Colombia en de geadopteerde dochter uit Liberia, evenals hun biologische dochter Kristen. Als een van de kinderen dingen begint te zien die anderen niet kunnen zien, zal ze worden opgevangen door een psychiater en zal de verdeeldheid van een schijnbaar perfecte multi-etnische familie aan het licht komen.

## Rolverdeling
| Acteur         | Personage                |
| -------------- | ------------------------ |
| Tim Robbins    | Greg Boatwright          |
| Holly Hunter   | Audrey Bayer             |
| Daniel Zovatto | Ramon Bayer-Boatwright   |
| Jerrika Hinton | Ashley Collins           |
| Raymond Lee    | Duc Bayer-Boatwright     |
| Sosie Bacon    | Kristen Bayer-Boatwright |
| Peter Macdissi | Dr. Farid Shokrani       |

## Afleveringen
| Afl. | Titel                        | Releasedatum     |
| ---- | ---------------------------- | ---------------- |
| 1    | Eleven Eleven                | 11 februari 2018 |
| 2    | It's Coming                  | 18 februari 2018 |
| 3    | If a Deer Sh*ts in the Woods | 25 februari 2018 |
| 4    | Hide and Seek                | 4 maart 2018     |
| 5    | From Sun Up to Sun Down      | 11 maart 2018    |
| 6    | Fight, Death                 | 18 maart 2018    |
| 7    | Wake                         | 25 maart 2018    |
| 8    | Yes                          | 1 april 2018     |
| 9    | Dream Logic                  | 8 april 2018     |
| 10   | It's Here                    | 15 april 2018    |

## Prijzen en nominaties
| Jaar | Prijs        | Categorie                           | Genomineerde(n) | Uitslag     |
| ---- | ------------ | ----------------------------------- | --------------- | ----------- |
| 2018 | Imagen Award | Beste Mannelijke Bijrol - Televisie | Daniel Zovatto  | Genomineerd |